# Vimperk
Vimperk település Csehországban, a Prachaticei járásban. Vimperk Borová Lada, Bohumilice, Horní Vltavice, Čkyně, Buk, Kubova Huť, Zdíkov és Svatá Maří településekkel határos. Lakosainak száma 7364 fő (2024. január 1.).

## Népesség
A település lakosságának változását az alábbi diagram mutatja:
| Lakosok száma | 6656 | 8320 | 8172 | 6073 | 7257 | 7487 | 7474 | 7399 | 7185 | 7364 |
|               | 1869 | 1900 | 1921 | 1961 | 1980 | 2011 | 2016 | 2019 | 2021 | 2024 |